# عبد الله جونيور
أولاوي غوايي جونيور (بالإنجليزية:  Awulley Junior Quaye)‏ (مواليد 24 سبتمبر 1980) هو لاعب كرة قدم من غانا وعرف باسم عبد الله جونيور بعد أن أشهر إسلامه، لعب سابقاً في نادي مالقا ونادي الاتفاق والنادي الصفاقسي ونادي الزمالك ونادي الوحدة السعودي ونادي الاتحاد السكندري.
هو شقيق لاعب منتخب قطر لاورانس غوايي.

## روابط خارجية
- عبد الله جونيور على موقع الاتحاد الدولي (مؤرشف)  (الإنجليزية)
- عبد الله جونيور على موقع قاعدة بيانات كرة القدم.إي يو (الإنجليزية)
- عبد الله جونيور على موقع Soccerway.com (الإنجليزية)
- عبد الله جونيور على موقع عالم كرة القدم.نت (الإنجليزية)